# Galveston, Harrisburg and San Antonio Railroad
 (janvier 2022).
Le Galveston, Harrisburg, and San Antonio Railroad (sigle de l'AAR: GHSA) était un chemin de fer américain de classe I qui opérait dans le Texas depuis 1870. Son prédécesseur, le Buffalo Bayou, Brazos and Colorado Railway (B.B.B.C. ou B.B.B. & C.) fut le premier chemin de fer enregistré au Texas en 1850. Le nom Colorado désignait le fleuve et nom l'état. En 1868, il changea de propriétaire et devint le Galveston, Harrisburg, and San Antonio Railroad (sigle de l'AAR: GHSA) en 1870. Il est le plus ancien composant du réseau du Southern Pacific Railroad.

## Histoire

### Le Buffalo Bayou, Brazos and Colorado Railway ou Harrisburg Railroad
Le 11 février 1850, des investisseurs conduits par le Général texan Sidney Sherman (qui s'illustra lors de la Bataille de San Jacinto) enregistrèrent le premier chemin de fer du Texas sous le nom de Buffalo Bayou, Brazos, and Colorado Railway; cette dénomination, mettait en valeur 3 voies d'eau qui traversaient le Texas. La construction débuta en 1851 du Buffalo Bayou à Harrisburg près de Houston, Texas. Benjamin F. Terry s'occupa des fondations de la voie, avant de diriger de 1861 à 1865 la 8e Cavalerie du Texas (ou Terry's Texas Rangers) de l'Armée des Confédérés. La première locomotive, baptisé, the General Sherman, fut reçue à la fin1852. La ligne Harrisburg-Strafford ouvrit en août 1853. Elle relia Richmond sur le fleuve Brazos en 1855, Eagle Lake en 1855, et Alleyton sur la rive est du fleuve Colorado face à Columbus en 1860. L'extension de la ligne prévue vers Austin fut stoppée par la Guerre de Sécession.
Pour traverser le Brazos à Richmond, le BBB&C utilisa un bac avec des plans inclinés sur chaque berge. Puis il fut remplacé par un passage au ras de l'eau, obligeant le train à circuler avec une vitesse suffisamment élevée pour lui permettre de remonter de l'autre côté de la rive. Ce pont présentait de nombreux problèmes et empêchait toute traversée lors des crues. En avril 1867, une société indépendante, la Brazos Iron Bridge Association, fut créée en avril 1867 pour financer et construire un pont permanent; l'ouvrage fut achevé le 8 juillet 1869.
De la même manière, le Columbus Tap fut créé en 1870 pour franchir le Colorado River et relier Columbus au réseau du BBB&C; cette portion de 4,8 km  avec son pont en dur fut terminée en novembre 1867.
En 1868, le BBB&C connut des problèmes financiers et fut incapable de payer une série de jugements prononcés à son encontre. Le 7 juillet 1868 il fut vendu par le sheriff du Comté de Harris au Colonel William Sledge. Sledge conserva 25 % de la compagnie et la revendit à Thomas W Pierce le 24 janvier 1870. En juillet, le BBB&C fusionna avec la Brazos Iron Bridge Association et le Columbus Tap pour donner le Galveston, Harrisburg, and San Antonio Railroad.

### Le Galveston, Harrisburg, and San Antonio Railroad
La ligne fut prolongée vers San Antonio plutôt que vers Austin, en utilisant l'embranchement vers Columbus comme ligne principale. Thomas Pierce fit également construire le premier télégraphe le long de sa voie ferrée. Grâce à une connexion avec le Southern Pacific Railroad au niveau du Picos River High Bridge (au nord-ouest d'Amistad Reservoir), la ligne put rejoindre El Paso, Texas. Le réseau du GH&SA, connu sous le nom de Sunset Route dès 1874, permit l'achèvement de la ligne transcontinentale sud.
La ligne se développa également vers l'est. Le Houston Tap Railroad relia Harrisburg (terminus du BBB&C) à Houston en 1858; puis le Texas and New Orleans Railroad de Charles Morgan réalisa une liaison entre Houston et La Nouvelle-Orléans, Louisiane en 1880. Le GH&SA quitta Harrisburg pour s'installer à Houston, nouvelle plaque tournante du trafic ferroviaire.
Le 6 juin 1934, il fusionna dans le Texas and New Orleans Railroad, lequel fusionna dans le Southern Pacific Railroad le 1er novembre 1961. Ce dernier fut à son tour racheté par l'Union Pacific Railroad en 1996.
La ligne du premier chemin de fer du Texas, désormais partie intégrante de la ligne transcontinentale Sunset Route du Southern Pacific Railroad entre La Nouvelle-Orléans et Los Angeles, est toujours utilisée par de lourds convois de fret, ainsi que par le Sunset Limited de l'Amtrak sur la partie à l'ouest de Houston.

## Le service de voyageurs:Le Sunset Limited
Le Sunset Limited, qui tirait son nom de la Sunset Route du GH&SA, fut lancé en 1893 par le Southern Pacific Railroad. C'était un luxueux train de voyageurs en première classe spécialement conçu pour les longs parcours. À ce titre il n'était composé que de wagons-lits Pullman en bois, permettant de relier La Nouvelle-Orléans, Los Angeles, et San Francisco. En 1924, il reçut de nouvelles voitures en acier. Depuis ses débuts jusqu'à la période des streamliners des années 1950, les voitures étaient peintes en vert olive sombre, la toiture et les boggies à 6 essieux en noir.
L'Amtrak assure son exploitation depuis le 1er mai 1971. La flotte actuelle est composée de Superliner à 2 niveaux construits par Pullman et Bombardier.
Du début de l'année 1993 à fin août 2005, il allait jusqu'à Orlando. Mais à la suite de l'Ouragan Katrina, la liaison La Nouvelle-Orléans/Orlando fut interrompue.
En provenance de l'est, le Sunset Limited et le Texas Eagle sont accouplés à San Antonio, avant de poursuivre leur périple en commun vers Los Angeles.
Un des points remarquables de la ligne est constituéé par le pont Huey Pierce Long, au sud-ouest de  La Nouvelle-Orléans ; c'est l'un des plus longs ponts ferroviaires des États-Unis (7,2 km), amenant les trains à 41 m au-dessus du fleuve Mississippi.
Le Sunset Limited est le plus vieux train de voyageurs des États-Unis ayant toujours conservé son nom depuis son inauguration en 1894.

## Détails des routes
Les voies utilisées firent partie de l'Atlantic Coast Line Railroad (ACL), du Seaboard Air Line Railroad (SAL), du Louisville and Nashville Railroad (L&N) et du Southern Pacific Railroad (SP); désormais, elles appartiennent à CSX Transportation, au BNSF Railway et à l'Union Pacific Railroad (UP).

### Sources
- Galveston, Harrisburg and San Antonio Railroad (Wikisource)
- S. G. Reed, A History of the Texas Railroads (Houston: St. Clair, 1941; rpt., New York: Arno, 1981).
- Briscoe, P. "The First Railroad in Texas." « The Splinters, » Vol. 7. Accessed: 1 February 2010.
- « Buffalo Bayou, Brazos, and Colorado Railway » from the Handbook of Texas Online